# Cryptops livius
Cryptops livius är en mångfotingart som beskrevs av Chamberlin 1951. Cryptops livius ingår i släktet Cryptops och familjen Cryptopidae.
Artens utbredningsområde är Angola. Inga underarter finns listade i Catalogue of Life.